# Bipi
Le bipi (ou sisi) est une des langues des îles de l'Amirauté parlée par 1 200 locuteurs dans la province de Manus, sur la côte occidentale, dans les villages de Maso, Matahei et Salapai, ainsi que dans les îles Bipi (en) et Sisi. Il est très proche du loniu. C'est une langue SVO.